# Gauche communiste italienne

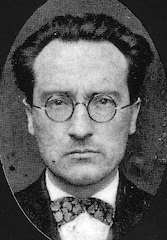
Onorato Damen, militant et penseur marxiste de la gauche communiste italienne.

La gauche communiste italienne est un courant politique marxiste né en opposition vis-à-vis de l'évolution stalinienne de la IIIe Internationale communiste. Ce courant marxiste anti-stalinien se reconnaît principalement dans les deux premiers congrès de la IIIe Internationale. Par rapport à la gauche communiste germano-hollandaise (et au conseillisme), la gauche communiste italienne est généralement plus « partidiste ».
On retrouve ce courant de gauche communiste porté par des penseurs et militants comme Amadeo Bordiga (bordiguisme) ou Onorato Damen (damenisme).

## Historique et idées générales

### Le courant «bordiguiste» au sein de la gauche communiste italienne
Le bordiguisme prend sa source dans les orientations que Bordiga impulse au sein de la Fraction abstentionniste du PSI puis plus tard au  Parti communiste d'Italie fondé sous son autorité en 1921 à Livourne et qui sont consignées dans les Thèses de Rome adoptées à son deuxième congrès en mars 1922. Il prend sa source d’autre part dans le combat que Bordiga mène au sein de l’Internationale communiste contre Staline aux côtés des autres oppositions de gauche et qui culmine en 1926 à la cession du Comité exécutif élargi de l’Internationale communiste. À l’époque bordiguisme et trotskisme sont même parfois confondus.
Bordiga s’inscrit dans la tradition léniniste, ce qui en fait une singularité parmi les autres groupes d’ultra-gauche qui sont issus de mouvances critiques du communisme officiel et qui ont fini par remettre en cause l’apport du leader soviétique. Pourtant, le bordiguisme est parfois considéré par d'autres marxistes comme une déviation gauchiste au sens que Lénine donne à ce mot dans son opuscule La maladie infantile du communisme, qui y cite Bordiga pour dénoncer son refus absolu et inconditionnel de participer aux élections.
Aujourd’hui le terme « bordiguiste » désigne habituellement les organisations issues de la scission de 1952, essentiellement celles ayant adopté le nom de Parti communiste international. Cependant, d’autres groupes ou revues rivales sont parfois classées dans le bordiguisme car provenant directement de cette branche : Groupe communiste mondial, Communisme ou civilisation, Les Cahiers du marxisme vivant, Invariance de Jacques Camatte, Le Fil du temps de Roger Dangeville, le groupe N+1. D’autres organisations (le PCint, ou encore le CCI et ses différentes scissions) se réclament de l’apport du bordiguisme d’avant-guerre mais rejettent les positions du Bordiga d’après guerre : elles revendiquent un certain héritage de la gauche italienne qu'elles distinguent du strict bordiguisme. D'autres enfin sont parfois considérées comme bordiguistes car elles partagent certaines positions et ont vu des militants issus de cette tradition transiter dans ses rangs : c'est le cas de L'Internationaliste (Lotta comunista).

### 1943: fondation du Parti Communiste Internationaliste (PCInt) et émergence de la tendance «dameniste»
Le Parti communiste internationaliste (PCI ou PCInt) est un parti politique fondé en Italie en 1943 par Onorato Damen. Il visait à rassembler les militants se reconnaissant dans la tradition bordiguiste puissante en Italie avant la guerre. Aux élections à la Constituante de 1946, il obtient 24 420 voix (0,11 %). En 1952, le PCI éclate en deux. Deux groupes se réclament alors du Parti communiste internationaliste :
- Le PCI - Battaglia comunista, dirigé par Onorato Damen, est favorable à la présentation aux élections. Onorato Damen meurt en 1979. En 1984, le Parti communiste internationaliste fonde une nouvelle internationale : le Bureau international pour le parti révolutionnaire (BIPR) qui devient la Tendance communiste internationaliste en 2009.
- Le PCI - Il Programma comunista, constitué autour d'Amadeo Bordiga (qui a rejoint le parti au début des années cinquante sans formellement s'y inscrire[7]) et de Bruno Maffi, est opposé : ce groupe va alors prendre le nom de Parti communiste international et publier en français la revue Programme communiste. Ce courant se disperse en plusieurs groupes au début des années 1980.

### Différences entre les courants bordiguiste et dameniste au sein de la gauche communiste italienne
Au sein de la gauche communiste italienne, Amadeo Bordiga et Onorato Damen y ont porté des courants assez opposés. Ces oppositions engendreront également une scission au sein du Parti Communiste Internationaliste italien en 1952.
| Différences entre le bordiguisme et le damenisme | Différences entre le bordiguisme et le damenisme | Différences entre le bordiguisme et le damenisme |
| Thème                                            | Bordiga | Damen |
| ------------------------------------------------ | --- | --- |
| Rôle du parti communiste                         | Le parti comme gardien du programme communiste, avec une position de quasi-"invariance" doctrinale. Il s’agit d’une conception léniniste du parti très rigide et descendante où toute l’activité est impulsée par le centre qui détiendrait la justesse de la théorie. Plutôt qu'un "centralisme démocratique", le bordiguisme prône un "centralisme organique".                                                                      | Le parti comme instrument actif de l’intervention révolutionnaire, devant s’engager dans les luttes de la classe ouvrière. Le parti ne doit pas s'identifier à l'État de transition. Le prolétariat ne doit pas déléguer son rôle historique à d'autres ou transférer son pouvoir à d'autres - même pas à son propre parti politique. |
| Théorie de l'"invariance"                        | Centrale. Le programme communiste ne doit pas varier. Toute adaptation est perçue comme une trahison. Pour les bordiguistes, le corps de doctrine marxiste n’a pas à être révisé ou enrichi à la lumière des événements. La doctrine authentique été consigné une fois pour toutes en 1848 dans le Manifeste du parti communiste de Marx et correctement développé jusqu'au troisième congrès de l'Internationale communiste en 1921. | Rejette cette idée. Le marxisme est vu par Damen comme un outil vivant, qui nécessite une interprétation dialectique et changeante de la réalité historique. |
| Rapport à la classe ouvrière                     | Hiérarchique : le parti d'avant-garde éclaire, mais ne se dilue pas dans les mouvements immédiats. | Lié directement aux luttes concrètes du prolétariat. La pratique révolutionnaire passe par un lien organique avec la classe ouvrière. |
| Tactique et/ou principe                          | Bordiga est hostile à toute tactique de type « opportuniste » (par exemple : participation électorale, alliances temporaires). | Onorato Damen critique l’opportunisme, mais reste plus souple tactiquement, notamment sur l’agitation ouvrière. |
| Stalinisme et Trotskysme                         | Rejette les deux. L'URSS est perçue comme du capitalisme d'état (ou "industrialisme d'Etat"). | Rejette les deux. L'URSS est perçue comme du capitalisme d'état. Damen reproche à Bordiga de ne pas être assez clair et radical dans son analyse sur la nature économique de l'Union Soviétique. |

### Critiques sur l'Union soviétique
Au sein de la gauche communiste italienne, Bordiga et Damen sont d'accord pour critiquer la nature non-socialiste de l'URSS et le stalinisme. Cependant, ces deux penseurs et militants n'ont pas exactement la même grille de lecture sur la nature politico-économique de l'URSS.
La question de la nature de la Russie soviétique provoque une controverse qui prend une grande place dans les séries de lettres échangées entre Bordiga et Damen au cours de l’année 1951. Bordiga voit que cette notion de « capitalisme d’État soviétique » défendue par Damen remet en cause l’invariance théorique qu’il défend et combat farouchement cette notion.
Bordiga accepte tout de même une certaine définition du « capitalisme d’État », mais préfère en général utiliser le terme « d’industrialisme d’État » et rejette toujours la vision d’une « économie d’État » (où l’État contrôlerait l’économie) qu’il prête à Damen.